# Amador Schüller
Amador Schüller Pérez (Madrid, 19 de junio de 1921 - Madrid, 27 de agosto de 2010) fue un médico y catedrático universitario español.

## Biografía
Licenciado en Medicina en la Universidad de Madrid en 1945, se doctoró en 1953. Trabajó como médico en el Hospital Clínico San Carlos, con el que siempre se sintió vinculado. En 1967 ganó por oposición la cátedra de Patología y Clínica Médicas en la facultad de Medicina de la Universidad de Cádiz. Tras pasar por el Hospital 12 de Octubre (entonces Hospital 1º de Octubre), en 1973 pasa a ocupar la misma cátedra en la Universidad Complutense de Madrid.
Fue rector de la Complutense entre 1983 y 1987. También fue jefe de Medicina Interna del Hospital Clínico San Carlos de Madrid, presidente de la Real Academia Nacional de Medicina entre 2002 y 2008, numerario de la Real Academia de Doctores, académico correspondiente de las Academias de Medicina de Paraguay, México y Brasil y miembro de la Academia de Ciencias de Nueva York.

## Honores
Estuvo en posesión, entre otras distinciones
- Gran Cruz de la Orden del Mérito Civil

- Gran Cruz de la Orden Civil de Sanidad

- Gran Cruz al Mérito Aeronáutico

- Gran Cruz Caballero Oficial de la Orden de la República de Italia

- Medalla de Oro de la Universidad Complutense de Madrid.

Fue doctor honoris causa por la Universidad de Valladolid y académico honorario de la Real Academia de Medicina de Valladolid.